# Giselle
Giselle es un ballet en dos actos con música de Adolphe Adam, coreografía de Jules Perrot y Jean Coralli y libreto de Théophile Gautier y Jules-Henri Vernoy, basado en la obra De l'Allemagne (1835) de Heinrich Heine. Considerada una obra maestra en el canon del ballet clásico, fue interpretada por primera vez por el Ballet du Théâtre de l'Académie Royale de Musique en el Salle Le Peletier en París, Francia, el 28 de junio de 1841, protagonizada por la bailarina italiana Carlotta Grisi. La variación de Giselle del primer acto no es original de Adam, fue compuesta por Riccardo Drigo en 1887, aunque la música suele atribuirse erróneamente a Ludwig Minkus. Giselle es una de las obras maestras del ballet blanc. 

## Argumento

### Primer acto
En una aldea de la Renania medieval, Hilarión, cazador, ama a Giselle y tiembla de celos por Loys, bajo cuyo semblante de pueblerino se encuentra Albrecht, el duque de Silesia, quien aparece para encontrarse con Giselle tras haber ocultado su espada y su escudero en el bosque. La joven sale de casa y acepta el tierno galanteo de Albrecht disfrazado de Loys, quien jura amarla para confortarla de la negativa de una margarita que ella había deshojado. Hilarión declara más tarde su amor a Giselle, pero ella lo rechaza y éste jura venganza.
Dan comienzo las fiestas campesinas de la vendimia, a las que Giselle se une con entusiasmo y no sin el temor de su madre, pues desde niña había tenido una salud muy débil. Mientras la danza tiene lugar, su madre cuenta cómo jóvenes muertas antes de casarse se convierten en Willis, blancos fantasmas que vagan por los bosques al claro de la luna. Se interrumpen las fiestas para acoger al príncipe de Curlandia y a su hija Bathilde, que llegan de regreso de una cacería con su séquito. Giselle danza para la princesa, que le da un collar y vuelve a partir con los suyos, reanudándose la fiesta campesina. Al llegar Albrecht, Hilarión lo desenmascara mostrando la espada que ha encontrado escondida en el bosque, y llama de nuevo con el sonido del cuerno a los nobles cazadores y a la princesa Bathilde, prometida de Albrecht. Este, con fingida desenvoltura y justificándose como simple deseoso de distracción entre las danzas campesinas, toma a Bathilde del brazo y se la lleva, sin cuidarse de Giselle. Giselle, al comprender el engaño, cae en la locura y delira iniciando pasos de danza entre los consternados presentes, para finalmente morir en brazos de su madre ante un Albrecht atónito y desesperado.

### Segundo acto

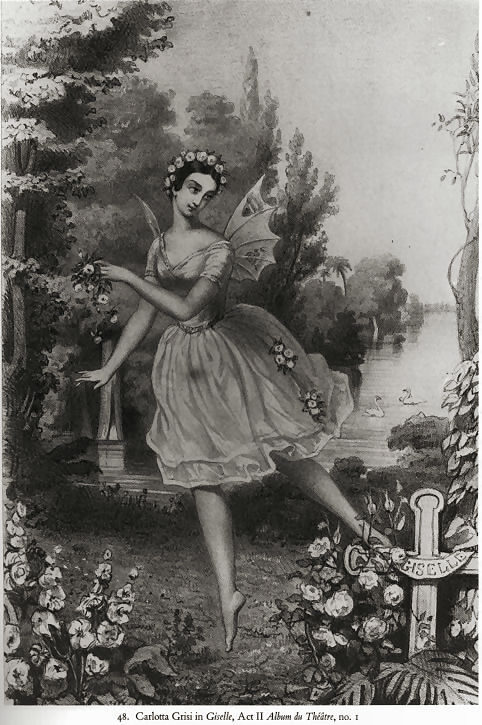
Carlotta Grisi como Giselle.

Hilarión acude al bosque para visitar la tumba de su amada y es sorprendido por la medianoche y con ella la llegada de las Willis.
Myrtha, su reina, es la encargada de hacer la llamada a las Willis para iniciar así, una noche más, el ritual de la venganza, siendo Hilarión su primera víctima. Al oír pasos las Willis desaparecen. Es Albrecht quien se acerca, siente tanto arrepentimiento que se ha adentrado en el bosque buscando la tumba de Giselle y suplicar su perdón. Giselle se hace visible conmovida por su arrepentimiento e intenta prevenirlo para que se marche del bosque, pero ya es tarde y la implacable Myrtha ordena a las Willis atraer a Albrecht hasta su presencia donde, haciéndole bailar, conseguirán quitarle la vida.
El amor que Giselle siente en su interior será la salvación de Albrecht, dándole su aliento y haciéndolo resistir vivo hasta la llegada del alba. Con el amanecer las Willis desaparecen, y así Giselle tiene que despedirse de su amado para siempre y Albrecht trata inútilmente de retenerla, pero ella tiene que seguir su triste destino envuelta en esa maldición provocada por el engaño y la traición del hombre.

## Principales versiones coreográficas
- 1841: París (Carlotta Grisi, Lucien Petipa y Adèle Dumilâtre)
- 1884: San Petersburgo (Jules Perrot y Marius Petipa)[2]
- 1910: París (Michel Fokine para los Ballets rusos de Serguéi Diáguilev)
- 1932: París (Serge Lifar)
- 1935: Moscú (Leonid Lavrovski)
- 1971: Londres (Mary Skeaping)
- 1982: Estocolmo (Mats Ek)
- 1989: Stuttgart (Marcia Haydée)
- 1991: París (Patrice Bart)

## Interpretación e intérpretes
Uno de los roles cumbres del ballet romántico, en la categoría romántica ha conocido interpretaciones que dieron de por sí celebridad a grandes bailarinas del siglo XX. Entre ellas deben mencionarse Olga Spesívtseva, Anna Pávlova, Olga Preobrazhénskaya, Tamara Karsávina, Marina Semiónova, Galina Ulánova, Alicia Markova, Yvette Chauviré, Margot Fonteyn, Carla Fracci, Natalia Makárova, Olga Ferri, Natalia Bessmértnova, Ghislaine Thesmar, Alicia Alonso, Galina Mézentseva, Ulyana Lopátkina, Svetlana Zajárova, Alessandra Ferri, Karen Kain, Diana Vishniova, Paloma Herrera, Marianela Núñez, Natalia Ósipova, entre otras.
Famosos Albrechts incluyen a Lucien Petipa (creador del rol), Vaslav Nijinsky, Mijaíl Barýshnikov, Rudolf Nuréyev, Erik Bruhn, Mijaíl Lavrovski, Vladímir Vasíliev, Anton Dolin, Vladímir Malájov, Vladímir Muravliov, Michaël Denard, Julio Bocca, Roberto Bolle y otros. 
- A portrait of Giselle / documental de Sir Anton Dolin comparando y entrevistando a célebres Giselle.